# Liste der Monuments historiques in Saint-André-de-Bâgé
Die Liste der Monuments historiques in Saint-André-de-Bâgé führt die Monuments historiques in der französischen Gemeinde Saint-André-de-Bâgé auf.

## Liste der Bauwerke
| Bezeichnung     | Beschreibung              | Standort            | Kennzeichnung | Schutzstatus | Datum | Bild           |
| --------------- | ------------------------- | ------------------- | ------------- | ------------ | ----- | -------------- |
| Kirche St-André | Erbaut im 12. Jahrhundert | Chemin Vieux (Lage) | PA00116541    | Classé       | 1840  | weitere Bilder |

## Liste der Objekte
- Monuments historiques (Objekte) in Saint-André-de-Bâgé in der Base Palissy des französischen Kultusministeriums